# 塞巴斯蒂安·杜特尔特
塞巴斯蒂安·齐默尔曼·杜特尔特（英語：Sebastian Zimmerman Duterte，1987年11月3日—）是菲律宾政治家，现任达沃市市长、达沃市副市长。
他是第16任菲律宾总统罗德里戈·杜特尔特与前妻伊丽莎白·齐默尔曼的小儿子，同时也是现任副总统莎拉·杜特尔特的弟弟。

## 外部連結
- 维基共享资源上的相關多媒體資源：塞巴斯蒂安·杜特尔特